# Kwale
Kwale – miasto w Kenii, stolica hrabstwa Kwale. W 2019 liczyło ponad 10 tys. mieszkańców.